# Robert Krupa
 Robert Krupa  (ur. 1 listopada 1967 w Sieradzu) – pułkownik Wojska Polskiego; dowódca 15 Sieradzkiej Brygady Wsparcia Dowodzenia (2016–2019).

## Życiorys
Robert Krupa to absolwent: Wyższej Szkoły Oficerskiej Wojsk Łączności (1992); studiów magisterskich na kierunku elektronika i telekomunikacja w Akademii Techniczno-Rolniczej w Bydgoszczy (1998); studiów podyplomowych w Politechniki Białostockiej (1999); kursu kwalifikacyjnego na stopień podpułkownika w Akademii Obrony Narodowej (2011); Wyższego Kursu Operacyjno-Strategicznego (2016). W 1988 rozpoczął studia w Wyższej Szkole Oficerskiej Wojsk Łączności w Zegrzu, które ukończył w 1992 i został promowany na podporucznika. W tym samym roku został służbowo skierowany do Sieradza, gdzie w 15 Sieradzkiej Brygadzie Wsparcia Dowodzenia pełnił służbę na stanowiskach: dowódcy plutonu, dowódcy kompanii, szefa sztabu batalionu, oficera sekcji operacyjnej S-3, szefa sekcji operacyjnej S-3, dowódcy batalionu i szefa sztabu brygady. 
18 listopada 2016, po ukończeniu Wyższego Kursu Operacyjno-Strategicznego w Warszawie, będąc wyznaczony przez ministra obrony narodowej Antoniego Macierewicza, w obecności zastępcy dowódcy Garnizonu Warszawa płk. Krzysztofa Ksenia objął stanowisko dowódcy 15 Sieradzkiej Brygady Wsparcia Dowodzenia w Sieradzu. 1 października 2019 w obecności dowódcy Garnizonu Warszawa gen. bryg. Roberta Głąba przekazał dowodzenie jednostką dla dotychczasowego zastępcy płk. Krzysztofa Rawskiego, jednocześnie zakończył zawodową służbę wojskową.

## Awanse
- podporucznik – 1992[2]

(...)
- pułkownik – 2016[7]

## Ordery, odznaczenia i wyróżnienia
- Brązowy Krzyż Zasługi – 2005[11]
- Srebrny Medal za Długoletnią Służbę – 2016[12].
- Wojskowy Krzyż Zasługi – 2018[13]
- Odznaka pamiątkowa 15 Sieradzkiej Brygadzie Wsparcia Dowodzenia – 2016 (ex officio)

i inne